# Mohammad Reza Moghaddam
Mohammad Reza Moghaddam (geboren 1951 in Qom, Iran) ist ein islamischer Geistlicher mit dem religiösen Titel Hodschatoleslam, welcher der Richtung der Zwölferschiiten angehört. Von 1980 bis 1992 war er als Nachfolger von Mohammad Chatami Leiter des 2024 verbotenen Vereins Islamisches Zentrum Hamburg.
Mit dreizehn Jahren begann Mohammad Reza Moghaddam in Qom eine religiöse Ausbildung und spezialisierte sich später auf islamisches Recht und islamische Philosophie. 1978 wurde er nach einer politischen Rede mehrere Monate lang vom iranischen Geheimdienst SAVAK inhaftiert. Nach der islamischen Revolution 1979 und der Machtübernahme von Ayatollah Khomeini zog er 1980 nach Hamburg und amtierte dort bis 1992 als Direktor des Vereins IZH. Während seiner Amtszeit in Hamburg wurde die Buchreihe Islamisches Echo in Europa herausgegeben. Im Sommer 1992 kehrte er in den Iran zurück und lehrt seither an der Universität Teheran. 2001 war er Leiter des Imām Khomeini Instituts in Teheran.